# Residenza per l'esecuzione delle misure di sicurezza
La residenza per l'esecuzione delle misure di sicurezza, in acronimo REMS, in Italia, indica una struttura sanitaria di accoglienza per gli autori di reato affetti da disturbi mentali (infermi di mente) e socialmente pericolosi. La gestione interna è di esclusiva competenza sanitaria, poiché afferenti ai dipartimenti di salute mentale delle aziende sanitarie locali di competenza.   
Si tratta di strutture residenziali con funzioni terapeutico-riabilitative e socio-riabilitative, con permanenza transitoria ed eccezionale. Difatti, l'internamento in REMS è applicabile "solo nei casi in cui sono acquisiti elementi dai quali risulti che è la sola misura idonea ad assicurare cure adeguate ed a fare fronte alla pericolosità sociale dell'infermo o seminfermo di mente".

## Disciplina normativa
La misura di sicurezza detentiva è applicata dalla magistratura italiana ai sensi della legge 30 maggio 2014, n. 81. 
L'esecuzione delle misure di sicurezza negli ospedali psichiatrici giudiziari e nelle case di cura e custodia è stata sostituita, dal 1º aprile 2015, dall'esecuzione nelle REMS, come previsto dall'art. 3-ter del decreto-legge 22 dicembre 2011, n. 211 – convertito in legge 17 febbraio 2012, n. 9 – relativo a interventi urgenti per il contrasto della tensione detentiva determinata dal sovraffollamento delle carceri.
La regolamentazione di dettaglio della presa in carico nelle REMS e nella rete dei servizi e delle strutture non detentive per le misure di sicurezza è stata aggiornata il 30 novembre 2022 con uno specifico Accordo sancito dalla Conferenza Unificata (Rep.Atti n. 188/CU).

## Strutture esistenti
Alla data di settembre 2022 esistevano 30 REMS in tutta Italia.
| Regione               | Provincia             | Comune                     | Capacità |
| --------------------- | --------------------- | -------------------------- | -------- |
| Abruzzo               | L'Aquila              | Barete                     | 20       |
| Basilicata            | Matera                | Pisticci                   | 10       |
| Calabria              | Cosenza               | Santa Sofia d'Epiro        | 21       |
| Calabria              | Catanzaro             | Girifalco                  | 20       |
| Campania              | Caserta               | Calvi Risorta              | 20       |
| Campania              | Avellino              | San Nicola Baronia         | 20       |
| Emilia-Romagna        | Bologna               | Bologna                    | 14       |
| Emilia-Romagna        | Parma                 | Sorbolo Mezzani            | 10       |
| Emilia-Romagna        | Reggio Emilia         | Reggio Emilia              | 30       |
| Friuli-Venezia Giulia | Trieste               | Aurisina                   | 2        |
| Friuli-Venezia Giulia | Pordenone             | Maniago                    | 4        |
| Friuli-Venezia Giulia | Udine                 | Udine                      | 2        |
| Lazio                 | Frosinone             | Ceccano                    | 40       |
| Lazio                 | Frosinone             | Pontecorvo                 | 11       |
| Lazio                 | Roma                  | Palombara Sabina           | 20+20    |
| Lazio                 | Roma                  | Subiaco                    | 20       |
| Liguria               | Genova                | Genova Prà                 | 20       |
| Liguria               | La Spezia             | Calice al Cornoviglio      | 20       |
| Lombardia             | Mantova               | Castiglione delle Stiviere | 160      |
| Marche                | Pesaro e Urbino       | Macerata Feltria           | 16       |
| Piemonte              | Torino                | San Maurizio Canavese      | 20       |
| Piemonte              | Cuneo                 | Bra                        | 18       |
| Puglia                | Brindisi              | Carovigno                  | 18       |
| Puglia                | Barletta-Andria-Trani | Spinazzola                 | 20       |
| Sardegna              | Cagliari              | Capoterra                  | 16       |
| Sicilia               | Catania               | Caltagirone                | 20+20    |
| Sicilia               | Messina               | Naso                       | 20       |
| Toscana               | Pisa                  | Volterra                   | 28+2     |
| Trentino-Alto Adige   | Trento                | Pergine Valsugana          | 10       |
| Veneto                | Verona                | Nogara                     | 40       |